# Aleksandra Wozniak
Aleksandra Wozniak (ur. 7 września 1987 w Montrealu) – kanadyjska tenisistka pochodzenia polskiego, reprezentantka kraju w Pucharze Federacji.

## Kariera tenisowa
Status profesjonalny otrzymała w listopadzie 2005 roku. 13 września 2006 została po raz pierwszy sklasyfikowana wśród stu najlepszych tenisistek świata. W rozgrywkach WTA Tour zadebiutowała podczas turnieju w Montrealu w 2004 roku, otrzymując od organizatorów dziką kartę.
W rankingu singlowym klasyfikowana była najwyżej na 21. miejscu (22 czerwca 2009), natomiast w zestawieniu deblowym 7 czerwca 2010 osiągnęła 136. miejsce. Jej najlepszym osiągnięciem w turniejach wielkoszlemowych była czwarta runda French Open w 2009 roku.
Wozniak to tenisistka polskiego pochodzenia – jej rodzina wyemigrowała z Polski do Kanady w 1983. Rodzice noszą imiona Jadwiga i Antoni. Ojciec, będący dawniej zawodowym piłkarzem w Polsce, trenował Aleksandrę Wozniak na obiekcie Stade Uniprix w Montrealu. Siostra, Dorota Miller, również jest tenisistką.

## Finały turniejów WTA
| Legenda                     | Legenda |
| --------------------------- | ------- |
| Wielki Szlem                |         |
| Igrzyska olimpijskie        |         |
| WTA Tour Championships      |         |
| 1988 – 2008                 |         |
| Kategoria I                 |         |
| Kategoria II                |         |
| Kategoria III               |         |
| Kategoria IV                |         |
| Kategoria V                 |         |
| 2009 – 2020                 |         |
| WTA Premier Mandatory       |         |
| WTA Premier 5               |         |
| WTA Premier                 |         |
| WTA International Series    |         |
| WTA 125K series (2012–2020) |         |

### Gra pojedyncza 3 (1-2)
| Końcowy wynik | Nr | Data             | Turniej     | Nawierzchnia | Przeciwniczka      | Wynik finału |
| ------------- | -- | ---------------- | ----------- | ------------ | ------------------ | ------------ |
| Finalistka    | 1. | 21 maja 2007     | Fez         | Ceglana      | Milagros Sequera   | 1:6, 3:6     |
| Zwyciężczyni  | 1. | 20 lipca 2008    | Stanford    | Twarda       | Marion Bartoli     | 7:5, 6:3     |
| Finalistka    | 2. | 12 kwietnia 2009 | Ponte Beach | Ceglana      | Caroline Wozniacki | 1:6, 2:6     |

## Wygrane turnieje rangi ITF
| turnieje z pulą nagród 100 000 $ |
| turnieje z pulą nagród 75 000 $  |
| turnieje z pulą nagród 50 000 $  |
| turnieje z pulą nagród 25 000 $  |
| turnieje z pulą nagród 15 000 $  |
| turnieje z pulą nagród 10 000 $  |

### Gra pojedyncza
| Lp. | Data                 | Turniej    | Naw.   | Finalistka         | Wynik         |
| 1.  | 30 czerwca 2002      | Lachine    | twarda | Beier Ko           | 6:0, 6:3      |
| 2.  | 17 lipca 2005        | Hamilton   | ziemna | María José Argeri  | 6:1, 6:2      |
| 3.  | 16 października 2005 | Victoria   | twarda | Olga Vymetálková   | 2:6, 6:0, 6:4 |
| 4.  | 13 listopada 2005    | Toronto    | twarda | Ołena Antypina     | 6:4, 6:3      |
| 5.  | 23 lipca 2006        | Hamilton   | ziemna | Valérie Tétreault  | 6:1, 6:7, 6:2 |
| 6.  | 1 października 2006  | Ashland    | twarda | Ágnes Szávay       | 6:1, 7:6      |
| 7.  | 12 listopada 2006    | Pittsburgh | twarda | Wiktoryja Azaranka | 6:2, krecz    |
| 8.  | 7 sierpnia 2011      | Vancouver  | twarda | Jamie Hampton      | 6:3, 6:1      |
| 9.  | 18 marca 2012        | Nassau     | twarda | Alizé Cornet       | 6:4, 7:5      |
| 10. | 23 lipca 2017        | Gatineau   | twarda | Ellen Perez        | 7:6(4), 6:4   |
| 11. | 1 października 2017  | Stillwater | twarda | Marie Bouzková     | 7:5, 6:4      |